# Félix María Pareja
Félix María Pareja Casañas (Barcelona, 1890-Alcalá de Henares, 1983) fue un islamólogo, arabista, bibliotecario y jesuita español.

## Biografía
Nació el 15 de diciembre de 1890 en Barcelona. Pareja, que fue miembro de la Compañía de Jesús, falleció el 26 de agosto de 1983 en la ciudad madrileña de Alcalá de Henares. Fundador en 1954 de la Biblioteca Islámica, que más adelante tomó el nombre de «Félix María Pareja» a modo de homenaje, fue fotógrafo aficionado. Publicó obras como Islamología (1952-1954).